# Heteragrion mantiqueirae
Heteragrion mantiqueirae är en trollsländeart som beskrevs av Machado 2006. Heteragrion mantiqueirae ingår i släktet Heteragrion och familjen Megapodagrionidae. Inga underarter finns listade i Catalogue of Life.